# Syzygium nitens
Syzygium nitens är en myrtenväxtart som beskrevs av J.W.Dawson. Syzygium nitens ingår i släktet Syzygium och familjen myrtenväxter. Inga underarter finns listade i Catalogue of Life.